# Комбінований стелаж

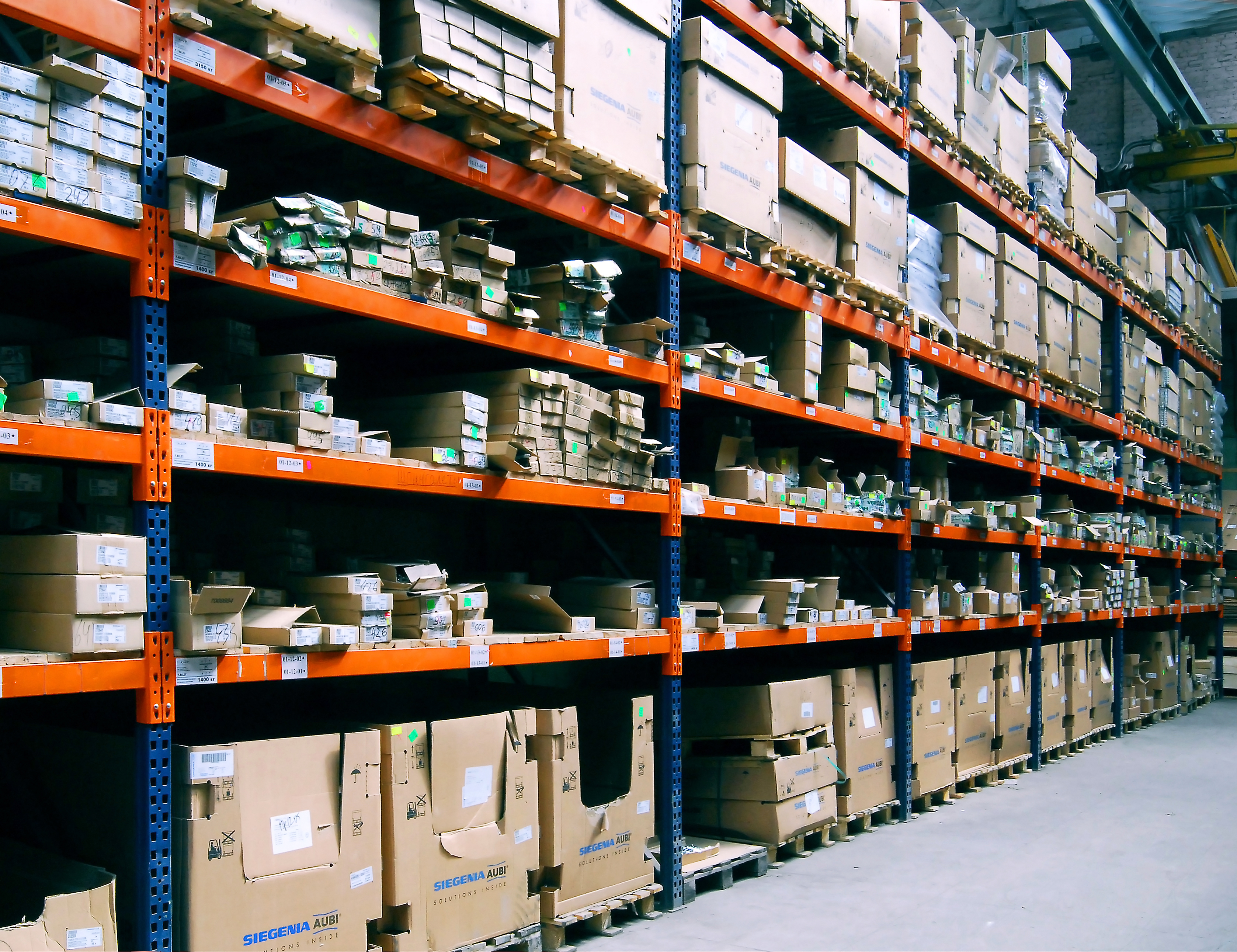
Палетно-поличковий стелаж

Комбіно́ваний стела́ж (палетно-поличковий, стелаж Cash&Carry) — це поєднання різних типів стелажів в одній системі, спеціально розроблене для магазинів самообслуговування (супермаркетів і гіпермаркетів формату DIY) для одночасного складування різних видів товарів на піддонах і полицях. 
Ефективність даних систем полягає у тому, що магазинам не потрібно утримувати великий склад, оскільки більшість товарного запасу зберігається безпосередньо у торговому залі. Стелажі даного типу призначені для одночасного розміщення основного запасу продукції на піддонах (верхні яруси) і демонстрації товару покупцям на полицях нижніх ярусів. Будь-який асортимент товарів, від продуктів харчування до будматеріалів, може бути представлений на цих стелажах. Таке рішення дозволяє оптимально використовувати площу приміщення, забезпечуючи максимальну зручність як для покупців, так і для обслужного персоналу.
Комбіновані стелажі поєднують у собі декілька типів стелажів, наприклад: 
- палетний та торговий поличковий консольного типу;
- палетний та поличковий на нижніх рівнях складування;
- палетний стелаж з облаштуванням на нижніх ярусах вертикального складування профілів, рейок, облицювальних панелей, тощо.

Комбіновані стелажі широко використовуються в складах-магазинах, гіпермаркетах, супермаркетах cash&carry для складування об'єктів з особливими ваго-габаритними характеристиками. Багато в чому популярність даних стелажів зумовлена зручністю зберігання товарів, оскільки їх викладання на вітрину можна поєднати зі зберіганням більших партій цієї ж продукції у самому залі, але на піддонах. Поєднання стандартних стелажних систем в одній дає можливість підвищити ефективність її використання і забезпечити оперативну роботу по заповненню запасів. Палетні яруси обробляються навантажувачем або штабелером, поличкові - переважно вручну.